# Frihedsbudskabet
Frihedsbudskabet er den meddelelse, der blev sendt i BBC's danske udsendelse fredag 4. maj 1945 kl. 20:34, om at de tyske troppers havde overgivet sig til feltmarskal Bernard Montgomery.

## Omstændighederne
BBC havde under det meste af krigen udsendt programmer på dansk, som den danske befolkning lyttede til. Udsendelserne indeholdt nyheder om krigens gang fra de allieredes synspunkt som modvægt mod de nazistisk kontrollerede nyheder, der var tilladt i Danmark. Der blev også givet kodede meddelelser til modstandsgrupper i Danmark om nedkastning af materiel og lignende.
Fredag 4. maj 1945 kl. 20:30 begyndte som sædvanligt et program med oplæsning af nyhederne ved journalist Johannes G. Sørensen. Knap fem minutter inde i udsendelsen gjorde en kollega ham opmærksom på budskabet, mens mikrofonen kortvarigt var lukket. Det gik ikke helt op for ham, hvad det betød. Da han igen åbnede for mikrofonen, fremsagde han frihedsbudskabet: 
I dette øjeblik meddeles det, at Montgomery har oplyst, at de tyske tropper i Holland, Nordvesttyskland og i Danmark har overgivet sig.
Derefter gentog han budskabet med ordene:
Her er London, Vi gentager...
Efter budskabet blev nyhedsudsendelsen fortsat med to proklamationer fra Danmarks Frihedsråd. Derefter lød Kongesangen og Nationalsangen.

## Modtagelsen
Overalt i landet lyttede befolkningen til BBC-udsendelserne, og derfor blev budskabet hurtigt spredt. I udsendelsen blev det nogle minutter senere præciseret, at overgivelsen først var gældende fra 5. maj om morgenen kl. 8, "engelsk double sommertid", men det blev tydeligvis ikke taget alvorligt. Folk strømmede med det samme ud på gaderne, jublede, viftede med Dannebrog og brændte bål. De forhadte mørklægningsgardiner blev revet ned fra vinduerne og brændt, og der kom tændte lys i vinduerne. Traditionen er fastholdt til minde om glæden ved befrielsen og besættelsens ofre.
Hjemme i Danmark blev programmet optaget på lakplade af den dygtige pladeamatør Aage Schnedevig i Hellerup. Det blev  udgivet på grammofonplade.
DR sender hvert år 4. maj frihedsbudskabet i en timelang mindeudsendelse på DAB P5, der begynder efter Radioavisen 20:03. Fra 2012 er denne udsendelse samsendt på DR LB, og det historiske budskab kan derfor igen høres over store dele af Europa, men nu fra DRs langbølgesender 243 kHz på Kalundborg Radiofonistation.

## Ekstern henvisning
- Frihedsbudskabet Arkiveret 17. februar 2022 hos  Wayback Machine – klip med frihedsbudskabet fra Frihedsmuseets hjemmeside.
- Frihedsbudskabet Arkiveret 10. april 2018 hos  Wayback Machine – Nationalmuseets hjemmeside.
- Frihedsbudskabet 4. maj 1945 fra BBC oplæst af Johannes G. Sørensen Arkiveret 11. januar 2019 hos  Wayback Machine
- Den samlede BBC udsendelse til Danmark, 4. maj 1945 Arkiveret 29. juni 2020 hos  Wayback Machine